# Michael Ashkin
Michael Ashkin (* 1955 in Morristown) ist ein US-amerikanischer Fotograf und Installationskünstler.

## Leben und Werk
Ashkin legte 1977 den Bachelor für Orientalistik an der University of Pennsylvania ab. 1980 folgte der Master,
an der Columbia University und 1993 der Master of Fine Arts an der School of the Art Institute of Chicago. 2009 erhielt er ein Guggenheim-Stipendium. Er ist Hochschullehrer an der Cornell University.
Michael Ashkins Medien sind Skulptur, Installation, Fotografie, Video, Poesie und Text.

„Ashkins Fotografien vom industriellen Amerika sind erfüllt von der Unzugänglichkeit und seltsamen Anziehungskraft banaler Alltagssituationen jenseits von Bedeutung und Ereignis.“

Ashkin war Teilnehmer zahlreicher internationaler Ausstellungen. Darunter die Whitney Biennial (1997), die Documenta11 (2002) und die Wiener Secession (2009).